# Flipmachine
Flipmachine var en tøjbutik i Larsbjørnsstræde 8, der solgte second hand tøj, militærtøj, badges, bælter og accessories til punks og andet subkulturelt godtfolk i 1970'erne og 1980'erne.
Flipmachine blev åbnet i ca. 1974 af libaneseren Crazy Eddie, franskmændene Jean Michel og Serge samt Jean Michel's hustru Joseanne. De importerede bl.a. second hand tøj i store partier (bulk) fra NYC gennem leverandøren Lou Diskin. Iflg. pisserenden.com hentede ejerne brugt halvtredsertøj i Amsterdam og USA.

## Eksterne kilder
- Pisserenden.com Arkiveret 23. oktober 2020 hos  Wayback Machine

|  | Denne artikel kan blive bedre, hvis der indsættes geografiske koordinater Denne artikel omhandler et emne, som har en geografisk lokation. Du kan hjælpe ved at indsætte koordinater i wikidata. |